# Vegetable Man
Vegetable Man è un brano musicale del gruppo musicale britannico Pink Floyd. La canzone venne scritta da Syd Barrett prima del suo allontanamento della band, circa nello stesso periodo nel quale compose Jugband Blues.
Non è stata mai pubblicata ufficialmente (se non sotto forma di cover da parte di altri artisti) fino al novembre 2016, con l'uscita del box set The Early Years 1965-1972, il brano è circolato diversi anni sotto forma di bootleg.

## Registrazione
L'incisione del brano ebbe luogo dal nove all'undici ottobre del 1967. La prima take termina con 15 secondi di risate da parte della band, mentre un'altra take consiste in una versione più veloce della canzone. La traccia fu un tentativo di registrare un seguito al singolo See Emily Play, e sancì l'inizio delle sessioni per l'album che sarebbe diventato A Saucerful of Secrets. Tra le altre canzoni prese in considerazione ci furono Paint Box, Scream Thy Last Scream, Jugband Blues e Apples and Oranges. Vegetable Man era in procinto di essere pubblicata, come lato B di Scream Thy Last Scream, ma l'uscita di entrambe le tracce venne cancellata e i brani rimasero inediti. Al loro posto, venne scelta Apples and Oranges per la pubblicazione su 45 giri, con Paint Box come lato B, mentre Jugband Blues apparve in seguito su A Saucerful of Secrets. La band suonò Vegetable Man dal vivo per una trasmissione radio della BBC il 20 dicembre 1967, ma in stile R&B.
Peter Jenner avrebbe voluto che la canzone venisse pubblicata: «Ho sempre pensato che avrebbero dovuto farla uscire, così feci ascoltare in giro le copie che mi ero fatto. Sapevo che Roger non avrebbe mai permesso che venisse pubblicata, e neppure Dave. Pensavano che fosse in qualche modo indecente, come far uscire delle foto nuda di un'attrice famosa. Ma io pensai che erano veramente delle buone canzoni e un gran pezzo d'arte. Erano disturbanti, e non molto divertenti, ma sono alcune delle cose migliori di Syd – anche se, non augurerei a nessuno di passare quello che passò lui per arrivare a scrivere tali canzoni. Erano come Van Gogh». Il produttore discografico Malcolm Jones (che produsse l'album solista di Barrett The Madcap Laughs) remixò Vegetable Man e Scream Thy Last Scream, per l'inclusione nella compilation di rarità di Barrett intitolata Opel (1988), tuttavia la band pose un veto alla pubblicazione delle due tracce.
È stata infine inclusa nel box set The Early Years 1965-1972, nel novembre 2016.

## Esecuzioni dal vivo
È stata suonata per la prima volta dal vivo, dal gruppo Nick Mason's Saucerful of Secrets nel corso dei loro concerti nel 2018-2019. Intervenendo durante il concerto, Nick Mason ha commentato: «Si tratta in realtà di metà canzone, non è mai stata davvero conclusa, quando abbiamo chiuso con Syd o Syd ha chiuso con noi (il verbo "run out" si presta a molti significati n.d.r.), non ne sono del tutto sicuro. Doveva far parte di A Saucerful of Secrets ma così non accadde, e non è mai stata suonata live dai Pink Floyd, per quanto ne sappia».

## Composizione
Jenner affermò che Barrett compose il testo della canzone descrivendo come era vestito un giorno che si trovava seduto a casa sua: «Doveva andare a registrare e, siccome c'era bisogno di una nuova canzone, lui semplicemente scrisse una descrizione di quello che indossava all'epoca... » Jenner definì inoltre la traccia "molto oscura". Molti critici hanno indicato Vegetable Man come un evidente documento del progressivo distaccamento dalla realtà e del deterioramento delle facoltà mentali di Syd sia come musicista che come uomo.

## Formazione
- Syd Barrett – chitarra, voce
- Richard Wright – tastiere
- Roger Waters – basso, cori di sottofondo
- Nick Mason – batteria, percussioni

## Cover
I Soft Boys reinterpretarono Vegetable Man inserendo la loro versione sull'EP Near the Soft Boys del 1980, e la traccia venne inclusa anche in qualche edizione del loro album Underwater Moonlight.
Il gruppo canadese Kosmos registrò la canzone per il tribute album Like Black Holes in the Sky: The Tribute to Syd Barrett del 2006.

### Versione dei Jesus and Mary Chain
Una reinterpretazione del brano ad opera della band scozzese The Jesus and Mary Chain venne pubblicata come lato B del loro singolo di debutto Upside Down e successivamente inserita nella raccolta del 2008 The Power of Negative Thinking: B-Sides & Rarities.